# Stringimi/Il mare
Stringimi/Il mare è il 20° singolo dei Matia Bazar, pubblicato nel 1989, estratto dall'album Red Corner (1989).

## Il disco
Raggiunge la 14ª posizione nella classifica delle vendite dei singoli italiani del 1989.
È stato prodotto in due formati: 7" e remix 12" pollici.
È l'ultimo singolo con Antonella Ruggiero come cantante solista del gruppo.

## Stringimi
Canzone presentata dal gruppo al Festivalbar 1989.
Nel 1995 è stata reinterpretata da Laura Valente e inserita nell'album Radiomatia.

## Tracce
Singolo 7" (CGD 10790)

Lato A
1. Stringimi (versione singolo) – 4:00 (testo: Aldo Stellita – musica: Sergio Cossu)

Lato B
1. Il mare – 4:45 (testo: Marco Guzzetti, Aldo Stellita – musica: Sergio Cossu, Carlo Marrale)

Maxi singolo 12" (CGD 15441)

Dance remix di Giovanni Salvatori, Marco Masini
Lato A
1. Stringimi (versione estesa) – 8:40 (testo: Aldo Stellita – musica: Sergio Cossu)

Lato B
1. Stringimi (strumentale) – 7:00 (musica: Sergio Cossu)

## Formazione

### Gruppo
- Antonella Ruggiero - voce solista
- Sergio Cossu - tastiere
- Carlo Marrale - chitarra, voce
- Aldo Stellita - basso
- Giancarlo Golzi - batteria

### Altri musicisti
- Lele Melotti - batteria in Stringimi
- Giorgio Joan - basso in Stringimi
- Jacopo Jacopetti - sassofono in Il mare

## Classifiche
| Classifica (1989) | Posizione raggiunta |
| ----------------- | ------------------- |
| Italia            | 14                  |